# (546067) 2011 YM48
(546067) 2011 YM48 (2014 RY14; 2016 BJ5) ist ein Asteroid des inneren Hauptgürtels, der am 21. Oktober 2011 von Spacewatch am Steward Observatory/Kitt Peak in Arizona/Vereinigte Staaten (IAU-Code 691) entdeckt wurde.